# Oxylipine
Oxylipine sind eine Stoffgruppe, die Oxidationsprodukte von mehrfach ungesättigten Fettsäuren mit Sauerstoff und von diesen primären Oxidationsprodukten abgeleitete Substanzen umfasst. Sie können einerseits nicht-enzymatisch durch die Oxidation von Lipidmembranen durch reaktive Sauerstoffspezies (ROS) und andererseits durch enzymatische Katalyse (z. B. Lipoxygenasen) entstehen. Ausgangsstoffe der Oxylipine sind u. a. α-Linolensäure und Linolsäure (z. B. in Pflanzen) sowie Arachidonsäure, Eicosapentaensäure und Docosahexaensäure (in Tieren). Oxylipine haben in Pflanzen, Tieren und Mikroorganismen häufig intra- oder interzelluläre Signalfunktionen. Insbesondere in Pflanzen spielen Oxylipine eine große Rolle als Signale bei Entwicklungsprozessen, Stressantworten und der Pathogenabwehr, so zählt das Pflanzenhormon Jasmonsäure sowie dessen Vorläufer 12-Oxophytodiensäure (12-OPDA), welches wiederum ein eigenständiges Signalmolekül darstellt, zu dieser Stoffklasse. Ein weiteres, weithin bekanntes Oxylipin ist Malondialdehyd, das sowohl in Pflanzen als auch in Tieren als Marker für oxidativen Stress genutzt wird.